# Ibrahim Mounkoro
Ibrahim Bosso Mounkoro (ur. 23 lutego 1990 w Bamako) – piłkarz malijski grający na pozycji bramkarza. Od 2014 jest piłkarzem klubu TP Mazembe.

## Kariera klubowa
Swoją karierę piłkarską Mounkoro rozpoczął w klubie AS Korofina. W sezonie 2008/2009 zadebiutował w jego barwach w pierwszej lidze malijskiej. Grał w nim przez trzy sezony. W 2011 przeszedł do Stade Malien. W sezonie 2011/2012 wywalczył wicemistrzostwo Mali. W sezonie 2012/2013 sięgnął z nim po dublet - mistrzostwo i Puchar Mali, a w sezonie 2013/2014 ponownie został mistrzem kraju.
Latem 2014 Mounkoro przeszedł do TP Mazembe z Demokratycznej Republiki Konga. Wraz z Mazembe wywalczył pięć tytułów mistrza kraju w sezonach 2015/2016, 2016/2017, 2018/2019, 2019/2020 i 2020/2021 oraz dwa wicemistrzostwa w sezonach 2014/2015 i 2017/2018. W 2015 roku wygrał z Mazembe Ligę Mistrzów, a w 2017 - Puchar Konfederacji.

## Kariera reprezentacyjna
W reprezentacji Mali Mounkoro zadebiutował 16 czerwca 2019 w przegranym 2:3 towarzyskim meczu z Algierią, rozegranym w Dosze. W 2019 roku był w kadrze Mali na Puchar Narodów Afryki 2019, jednak nie rozegrał na nim żadnego meczu. W 2022 został powołany do kadry na Puchar Narodów Afryki 2021. Rozegrał na nim cztery mecze: grupowe z Tunezją (1:0), z Gambią (1:1) i z Mauretanią (2:0) oraz w 1/8 finału z Gwineą Równikową (0:0, k. 5:6).